# Moai
Moai / moʊ.aɪ/ ali mo'ai, so monolitne človeške figure, ki so jih izklesali ljudje Rapa Nui na Velikonočnem otoku v vzhodni Polineziji med letoma 1250 in 1500.  Skoraj polovica jih je še vedno na Ranu Raraku, glavnem kamnolomu moaijev, vendar so jih na stotine prenesli in postavili na kamnite ploščadi, imenovane ahu, okoli otoške obale. Skoraj vsi moai imajo prevelike glave, tri osmine velikosti celotnega kipa. Moai so predvsem živi obrazi (aringa ora) božanskih prednikov (aringa ora ata tepuna). Kipi so gledali proti kopnem v svoji klan, ko so Evropejci prvič obiskali otok leta 1722, vendar so bili vsi ob koncu 19. stoletja prevrnjeni.
Izdelava in prevoz več kot 900 kipov veljata za izreden ustvarjalen in fizičen podvig. Najvišji moai, ki se imenuje Paro, je visok skoraj 10 metrov in tehta 82 ton. Najtežji moai, ki je bil postavljen, je bil nižji, postavljen pri Ahu Tongariki, težek 86 ton. Rekorder med nedokončanimi kipi bi bil visok približno 21m in težek med 145 in 165 tonami. Dokončani in postavljeni moai so bili prevrnjeni v poznem 18. ali v začetku 19. stoletja, morda kot posledica evropskih stikov in / ali plemenske vojne.

## Opis
Moai so monolitni kipi, njihov minimalistični slog je povezan z oblikami, ki jih najdemo po vsej Polineziji. Moai so izklesani v sorazmerno ploskih ravninah, obrazi so ponosni, s skrivnostnimi izrazi. Človeške figure naj bi bile najprej vklesane v kamniti steni, nato pa bi jih izrezali. Prevelike glave (razmerje med tri do pet med glavo in trupom, kiparska značilnost, ki dokazuje polinezijsko prepričanje v svetost glavnega poglavarja) imajo močne obrvi in podolgovate nosove z značilno kljukasto oblikovano nosnico. Ustnice izstopajo v tanki šobi. Kot nos, so ušesa podolgovata in pravokotna po obliki. Linija čeljusti izstopa proti okrnjenemu vratu. Torzo je čokat, včasih pa sta ključnici subtilno nakazani v kamnu. Roke so izrezljane v globokem reliefu in v različnih položajih ob telesu, dlani in dolgi vitki prsti so vzdolž grebenov bokov, in se srečajo na hami (moški sramni predpasnik), pri čemer sta palca včasih usmerjena proti popku. Na splošno anatomske značilnosti hrbta niso podrobne, včasih pa nosijo obroček in oporni motiv na zadnjici in spodnjem delu hrbta. Razen pri klečem moaiju, kipi nimajo jasno vidnih nog.
Čeprav so moai celopostavni kipi, so v nekaterih priljubljenih knjigah napačno označeni kot »velikonočne glave«. To je delno zaradi nesorazmerne velikosti večine glav in deloma zato, ker številne znane slike z otoka kažejo pokončne moaije na pobočjih Rano Raraku, od katerih so mnogi zakopani do ramen. Nekatere »glave« pri Rano Raraku so odkopali da vidijo njihova telesa in vidijo, da imajo oznake, da so bili z zakopavanjem zaščiteni pred erozijo.
Povprečna višina moaija je približno 4 m, s povprečno širino na dnu okoli 1,6 m. Te množične kreacije običajno tehtajo okoli 12,5 tone.
Vsi, razen 53 od več kot 900 moaijev znanih do danes, so bili izklesani iz tufa (stisnjen vulkanski pepel) iz Rano Rarakuja, kjer je še danes vidnih 394 moai v različnem stanju dokončanja. Obstaja tudi 13 moaijev iz bazalta, 22 iz trahita in 17 iz krhke rdeče žlindre. Ob koncu klesanja so graditelji kip pokrili s plovcem.

### Značilnosti
Velikonočni kipi so znani po svojih velikih, širokih nosovih in močnih bradah, skupaj s pravokotnimi ušesi in globokimi očmi. Njihova telesa običajno čepijo, njihove roke počivajo v različnih položajih in so brez nog. Večina ahujev najdemo ob obali in z obrazi zazrtimi v notranjost proti skupnosti. Obstaja nekaj ahujev v notranjosti, kot je Ahu Akivi.

### Oči
Leta 1979 so Sergio Rapu Haoa in skupina arheologov odkrili, da so hemisferične ali globoke eliptične očesne vdolbine oblikovane tako, da imajo koralne oči z zenicami iz črnega obsidiana ali rdeče žlindre. Razkritje je bilo posledica zbiranja in sestavljanja lomljenih drobcev belih koral, ki so bile najdene na različnih mestih. Nato so bili predhodno nekategorizirane najdbe v muzeju na Velikonočnem otoku ponovno pregledane in določene kot fragmenti oči. Menijo, da so moai z izrezljanimi očmi verjetno razporejeni na ahuje in obredna mesta, kar kaže na to, da je bila selektivna hierarhija ljudstva Rapa Nui pripisana moaijevi obliki, vse do njihovega propada s prihodom religije človeka ptice – Tangata Manu.

### Simbolika
Mnogi arheologi menijo, da so bili kipi simboli oblasti in moči, tako verske kot politične, vendar niso bili samo simboli. Ljudem, ki so jih postavili in uporabili, so bili dejansko simbol svetega duha. Za objekte v starodavnih polinezijskih religijah, ki so bili pravilno oblikovani in ritualno pripravljeni, so verjeli, imajo čarobno duhovno moč, imenovano mana. Arheologi verjamejo, da so kipi predstavljali stare polinezijske prednike. Kipi moai gledajo od oceana in proti vasi, kot da bi gledali ljudi. Izjema jih je sedem na Ahu Akivi, ki se gledajo na morje in pomagajo popotnikom najti otok. Obstaja legenda, ki pravi, da je bilo sedem mož, ki so čakali, da pride njihov kralj.

#### Pukao, čop in pokrivalo
Novejši moai so imeli na svojih glavah pukao, ki predstavljajo voditeljev čop in pokrivalo. Po lokalni legendi je bila mana ohranjena v laseh. Pukao so izrezljali iz skorije, rdeče žlindre]], zelo lahke kamnine iz kamnoloma v Puna Pau. Rdeča v Polineziji velja za sveto barvo. Dodan pukao naj bi predstavljal status moaija.

#### Oznake (po obdelavi kamna)
Ko je bil prvič izklesan, je bila površina moaija spolirana gladko z drgnjenjem s plovcem. Na žalost je zlahka obdelan tuf, iz katerega je bila izklesana večina moaijev, podvržen eroziji. Danes je najboljše mesto za prikaz podrobnosti o površini na nekaj moaijih izrezanih iz bazalta ali na fotografijah in drugih arheoloških zapisih o površini kipov, ki so zaščiteni z zakopavanjem.
Tisti moai, ki so manj erodirani, imajo po navadi oblikovan hrbet in zadnjico. Routledgeova ekspedicija iz leta 1914 je vzpostavila kulturno povezavo med temi modeli in tradicionalnim tetoviranjem, ki so ga misijonarji zatrli že pol stoletja prej. Današnje analize DNA otočanov in njihovih prednikov so ključni znanstveni dokaz, da so moaije izdelali Rapa Nui, ne kakšna skupina iz Južne Amerike.
Nekateri kipi so bili poslikani; Hoa Hakananai'a je bil okrašen z rjavo in belo barvo do leta 1868, ko je bil odstranjen z otoka. Zdaj ga hranijo v Britanskem muzeju v Londonu.

## Zgodovina
Kipe so izklesali polinezijski kolonizatorji otoka, večinoma med okoli letoma 1250 in 1500. Poleg predstavljanja umrlih prednikov so bili moai, ko so bili postavljeni na ahu, utelešeni tudi kot močni živi ali nekdanji vodje in pomembni simboli statusa klana. Vsak moai je predstavljal status: »Večji kip je bil postavljen na ahu, več mane je imel vodja, ki ga je naročil.« Konkurenca za najstarejši kip je bila vedno prevladujoča v kulturi Velikonočnega otoka. Dokaz izhaja iz različnih velikosti moai.
Dokončani kipi so bili premaknjeni v Ahu predvsem na obali, nato postavljeni, včasih z rdečimi kamnitimi cilindri (pukao) na njihovih glavah. Moai je moral biti izjemno drag za obrtnika in prevoz; ne le, da bi dejansko rezljanje vsakega kipa zahtevalo napor in vire, je moral biti končni izdelek nato povlečen do končne lokacije in postavljen.
Kamnolomi v Rano Raraku so bili nenadoma opuščeni, z ostanki kamnitih orodij in številnimi zaključenimi moaii zunaj kamnoloma, ki so čakali na prevoz in skoraj toliko nepopolnimi kipi, še vedno in situ, kot so bili nameščeni na ahu. V devetnajstem stoletju je to pripeljalo do zaključka, da je otok ostanek potopljenega kontinenta in da je večina dokončanih moaijev pod morjem. Ta ideja je že dolgo tega razkrita, zdaj pa se razume, da:
- so bili nekateri sklesani in niso bili nikoli namenjeni za dokončanje.
- so bili nekateri nepopolni, ker so jih, ko so se pojavili trši vključki, klesarji opustili in začeli izdelovati novega (tuf je mehka kamnina z občasnimi vključki precej trše kamnine).
- so bili nekateri zaključeni kipi na Ranu Raraku tam stalno nameščeni in ne začasno postavljani čakali na prevoz.
- so bili nekateri dejansko nepopolni, ko je prišlo do konca obdobja izdelovanja kipov.

### Obrtniki
Ni znano točno katere skupine v skupnostih so odgovorne za klesanje kipov. Ustno izročilo kaže, da so moaije izklesali različni razredi poklicnih rezbarjev, ki so bili po statusu primerljivi z visokimi člani drugih polinezijskih obrtnih združenj ali, alternativno, članov vsakega klana. Ustno izročilo tudi pravi, da je bil kamnolom Rano Raraku razdeljen na različna ozemlja za vsak klan.

### Transport
Ker je otok v času, ko so ga Evropejci prvič obiskali, v veliki meri brez drevja, je bil prenos kipov dolgo časa skrivnost; analiza peloda je zdaj ugotovila, da je bil otok skoraj povsem porasel z gozdom do leta 1200. Drevesni cvetni prah je izginil iz zapisa do leta 1650.
Ni znano točno, kako so moaije premikali po otoku. Zgodnejši raziskovalci so domnevali, da je proces skoraj zagotovo zahteval človeško energijo, vrvi in po možnosti lesene sani in / ali valje, kot tudi izravnane poti po otoku. Druga teorija kaže, da so bili moai postavljeni na hlode in valjani na njihove cilje. Če je ta teorija pravilna, bi moralo priti 50-150 ljudi, da bi lahko premaknili moai. Najnovejša študija iz arheoloških dokazov kaže, da so kip obesili z vrvi z dveh strani in jih z nagibanjem potegnili naprej. Uporabili bi tudi vzklikanje, medtem ko moai premikali. Usklajevanje in kohezija sta bila bistvena, zato so razvili besede, katere so jim dajale ritem in pomagale potegniti v natančnem trenutku, ki je potreben.
Ustno izročilo opisuje, kako so različni ljudje uporabili božansko moč, da bi kipe premaknili. Najzgodnejši zapis pravi, da ga je kralj Tuu Ku Ihu preselil s pomočjo boga Makemake, kasnejše zgodbe pa pripovedujejo o ženi, ki je živela na planini, ki ga je naročila po svoji volji. Znanstveniki trenutno zagovarjajo teorijo, da je bila glavna metoda, da so moaije premikali  »pokonci« (s postopkom zibanja), ali so ga postavili na sanke (metoda, ki so jo za uresničevanje v 1860-ih uporabljali otočani) kar je zahtevalo 1500 ljudi za premikanje največjega moaija, ki je bil uspešno postavljen. Leta 1998 je Jo Anne Van Tilburg predlagala, da je manj kot polovica tega števila to storila tako, da je so sanke drsele na mazanih valjih. Leta 1999 je nadzorovala eksperiment, da bi premaknila devettonski moai. Poskušali so naložiti repliko na sanke, zgrajene v obliki A okvirja, ki je bil nameščen na valjih. V dveh poskusih, da bi vlekli moai, se je na več vrvi vpreglo skupno 60 ljudi. Prvi poskus ni uspel, saj so se valji zagozdili. Drugi poskus je uspel, ko so vdelali valje v tla. To je bilo na ravnem in z uporabo evkaliptusovega lesa in ne avtohtone palme, ki so rastle na otoku.
Leta 1986 so Pavel Pavel, Thor Heyerdahl in muzej Kon Tiki eksperimentirali s pettonskimi in devettonskimi moai. Z vrvjo okoli glave kipa in drugo okrog dna, s pomočjo osmih delavcev za manjši kip in 16 za večji, so premikali moai naprej z vrtenjem in zibanjem; vendar se je poskus kmalu končal zaradi poškodb baze kipov. Kljub hitremu koncu eksperimenta je Thor Heyerdahl ocenil, da bi ta metoda za 20-tonski kip na terenu Velikonočnega otoka omogočila premik dnevno za 100 metrov.
Poskuse je bolj ali manj uspešno izvajalo še več drugih raziskovalcev.
Nedavni eksperimenti so dokazali, da je popolnoma mogoče, da so moai dobesedno hodilii iz kamnolomov v svoje končne položaje z genialno uporabo vrvi. Ekipe delavcev so kip zibale nazaj in naprej in ustvarile gibanje hoje in držale kip pokonci. Če je bilo gibanje nepravilno, je mogoče sklepati, da je kip padel, ker ga niso mogli obdržati pokonci in ga verjetno ni bilo mogoče znova dvigniti. Razprave se nadaljujejo.

### Kult Človek ptica
Prvotno so imeli na Velikonočnem otoku glavnega vodjo ali enega samega voditelja. Z leti so se moči enotnih vodij spremenile v razred bojevnikov, znan kot matatoa. Teriantropična figura pol ptica pol človek je bil simbol matatoa; poseben značaj je povezal sveto mesto Orongo. Nov kult je spodbudil bitke plemen glede čaščenja prednikov. Ustvarjanje moaijev je bil način, da bi otočani spoštovali svoje prednike; v času nastajanja kulta človek-ptica obstajajo dokazi, da se je gradnja moaijev ustavila.
»Med najzanimivejšimi znamenitostmi Oronga je stotine petroglifov, izklesanih s človekom-ptico in Makemake slikami, ki so jih izklesali v trdni bazalt, in so se obdržali v težkih vremenskih razmerah, zato menijo, da slike predstavljajo zmagovalce tekmovalcev. Vek kot 480 petroglifov je bilo najdenih na otoku, večinoma okoli Oronga.« Orongo, mesto kulturnih svečanosti, je bilo nevarna pokrajina, ozek greben s 1000 metrov padca v ocean na eni strani in globokim kraterjem na drugi strani. Mata Ngarau, ki velja za sveti kraj Oronga, je bila lokacija, kjer so duhovniki molili in skandirali za uspešen lov na jajca. »Namen tekmovanja za ptičja jajca je bil pridobiti prvo jajce sezone z otočka Motu Nui. Tekmovalci so se spustili preko pečine Oronga in plavali k Motu Nui, kjer so čakali prihajajoče ptice. Potem ko je dobil jajce, se je tekmovalec vrnil in ga predložil svojemu sponzorju, ki je bil nato razglašen za človeka-ptico za to leto, pomemben statusni položaj.

### Moai kavakava
Moai kavakava je majhna lesena figura v slogu Rapa Nui kulture Velikonočnega otoka.
Vsaka figura spominja na stoječega, rahlo zgrbljenega moškega s shiranim telesom.
Ime moai kavakava se oblikuje iz moai za monumentalne monolitne človeške figure, najdene na Velikonočnem otoku in besede kavakava, ki pomeni rebro. Malo je znano o kulturnem pomenu teh figur, čeprav jih na splošno imajo za predstavitve starih prednikov ali demonov. Te figure so morda nosili moški, ki so se udeležili ritualnih plesov med javnimi svečanostmi.
Nemškega ekspresionista Maxa Ernsta so navdihnile te figure in njihovi rituali. Figure lahko najdemo tudi v zbirkah francoskega nadrealista Andréja Bretona.

### Prevračanje Moaijev (1722–1868)
Po obisku Rogchevina leta 1722 so bili vsi moai, ki so bili postavljeni na ahujih, prevrnjeni, zadnji stoječi kipi, o katerih je leta 1838 poročal Abel Aubert Dupetit Thouars in brez pokončnih kipov do leta 1868, razen delno zakopanih na zunanjih pobočjih Rana Raraku.
Ustno izročilo pozna en zapis klana, ki potiska navzdol en moai ponoči, drugi pa se nanašajo na »tresenje zemlje« in druge indikacije, da so vsaj nekateri od njih padli po potresih. Nekateri moai so padli naprej, tako da so bili njihovi obrazi skriti, pogosto so padli tako, da so se jim zlomili vratovi; drugi so padli s hrbtno stran svojih ploščadi. Danes je bilo okoli 50 moaijev ponovno postavljenih na njihove ahuje ali so v muzejih drugje.
Ljudstvo Rapa Nui je bilo nato uničeno s trgovino s sužnji, ki se je začela na otoku leta 1862. V enem letu so posamezniki, ki so ostali na otoku, zboleli, bili ranjeni in niso imeli vodstva. Preživeli sužnji so imeli novo družbo misijonarjev. Družba je bila ranljiva in proces preoblikovanja v krščanstvo ni trajal dolgo. Avtohtoni prebivalci so izgubili svojo identiteto;  najprej svoj slog oblačil in kmalu tetovaže in barve telesa prepovedane z novimi krščanskimi nauki. Zgodovina njihovih prednikov je bila uničena: umetniška dela, zgradbe, sveti predmeti; ostalo je malo zapisov o nekdanjem življenju otočanov. Nato so jih nasilno odstranili iz njihovih krajev in so se nastanili na precej manjšem delu otoka, medtem ko so preostanek uporabljali za rejo ovac. »Sčasoma je zamrla vsa čista Rapa Nui kri. Pridružitev Čilu je prinesla nove vplive, danes pa je le še nekaj posameznikov, ki so ostali povezani z izvorno populacijo.«

### Selitev
Od odstranitve prvega moaija Hoa Hakananai'a z Velikonočnega otoka leta 1869 s strani posadke HMS Topaze, je znano, da je bilo odstranjenih 79 popolnih moaijev, glave, torza, pukao in figurine, v zasebne zbirke in zbirke muzejev (vključno z Museo Arqueological Padre Sebastian Englert na Velikonočnem otoku) ali nazadnje na Ameriško univerzo v Washingtonu leta 2000. Nekateri moai so bili nadalje preneseni v muzeje in zasebne zbirke zaradi razlogov, kot so njihovo ohranjanje, akademske raziskave in za javno izobraževanje ali - v primeru moai iz Centro Cultural Recoleta - za repatriacijo po 80 letih v tujini.

## Zaščita in restavriranje
Od leta 1955 do leta 1978 je ameriški arheolog William Mulloy opravil obsežno raziskavo o proizvodnji, prevozu in postavitvi kipov Velikonočnega otoka. Mulloyvi projekti vključujejo preiskavo kompleksa Akivi-Vaiteka in fizično obnovo Ahu Akivi (1960); preiskovanje in obnova Ahu Ko Te Riku in Ahu Vai Uri ter Tahai obredni kompleks (1970); preiskavo in obnovo dveh ahujev na Hanga Kio'e (1972); preiskavo in obnovo obredne vasi v Orongu (1974) in številnih drugih arheoloških raziskav po celotnem otoku.
Narodni park Rapa Nui in moai so od leta 1972 vključeni v konvencijo Združenih narodov o varstvu svetovne kulturne in naravne dediščine in posledično na seznamu svetovne dediščine UNESCO od leta 1994.
Moae so v preteklih letih popisali v številne skupine tudi s prizadevanjem očeta Sebastiana Englerta in čilskih raziskovalcev. Projekt EISP (projekt velikonočnih kipov) je opravil raziskave in dokumentacijo o številnih moaiih na Rapa Nui in o artefaktih, ki so bili v muzejih v tujini. Namen projekta je razumeti prvotno uporabo, kontekst in pomen figur, pri čemer se rezultati posredujejo družinam Rapa Nui in otoškim javnim agencijam, ki so odgovorne za ohranjanje in varovanje moaijev. Druge študije so opravili Britton Shepardson ter Terry L. Hunt in Carl P. Lipo.
Leta 2008 je finski turist odščipnil kos z ušesa enega moaija. Turist je bil kaznovan s 17.000 dolarji odškodnine in triletno prepoved na otok.
- Tukuturi pri Rano Raraku je klečeči moai in eden redkih narejen iz rdeče žlindre.
- Ena prvih evropejskih risb lege moaijev; španska karta iz prve polovice 1770

## Oznaka Unicode
Leta 2010 je bil Moai vključen kot emodži v različici Unicode 6.0 pod kodno točko U+1F5FF in je zastopan kot taka:
🗿
V operacijskih sistemih, ki niso bili opremljeni s pisavami, ki podpirajo vse kodne točke Unicode 6.0 ali višje, je na voljo pisava Symbola, ki jo je izdal George Douros prosto za kakršno koli uporabo.
Uradno črkovanje unicodovega imena tega emodžija je Moyai. To je ime kipa blizu postaje Šibuja v Tokiu, ki so ga navdihnili moai z Velikonočnega otoka, a je videti drugačen. Zato so različna podjetja, ki imajo svoje slike emodžijev, uporabile za ta emodži neskladne risbe.